# Niall Johnson
Niall Johnson (Sutton Coldfield, 1965) è un regista e sceneggiatore britannico.

## Filmografia

### Regista e sceneggiatore
- The Big Swap (1998)
- The Ghost of Greville Lodge (2000)
- La famiglia omicidi (Keeping Mom) (2005)
- Mum's List - La scelta di Kate (Mum's List) (2016)

### Sceneggiatore
- White Noise - Non ascoltate (White Noise) (2005)